# Nepravděpodobná romance
Nepravděpodobná romance je český film režiséra Ivana Vojnára z roku 2013. Pojednává o vztahu dvou žen z divadla, herečky Luisy a studentky Eriky, která si zde přivydělává uklízením. Část filmu se  odehrává v psychiatrické léčebně, kam se po dramatických událostech dostane Luisa. Ve filmu se míchají prvky dokumentu a fikce.
Film v roce 2013 v českých kinech vidělo 535 diváků.

## Výroba
Film se natáčel v psychiatrické léčebně v Horních Beřkovicích mezi skutečnými pacienty na jaře 2012, v létě až do srpna 2012 pokračovalo natáčení v Malém Vinohradském divadle. Natáčelo se také v továrně Koh-i-noor ve Vršovicích, v Richterově vile a dalších místech v Praze.
Pro roli psychiatra byl zvažován Viktor Preiss, kvůli nižšímu rozpočtu ji ale ztvárnil sám režisér filmu.
Film získal sedmimilionovou dotaci od Státního fondu pro podporu a rozvoj české kinematografie.

## Obsazení
| Berenika Kohoutová       | Luisa                  |
| Alžběta Pažoutová        | Erika                  |
| Ivan Vojnár              | psychiatr              |
| Patrik Děrgel            | Igor                   |
| Igor Orozovič            | Pavel                  |
| Veronika Freimanová      | primářka               |
| Matyáš Vaňha             | Dino                   |
| Martina Sikorová         | Martina, dejvická teta |
| Anne-Francoise Josephová | Vendula                |
| Miřenka Čechová          | policistka             |
| Sylvie Svitáková         | Alenka                 |
| Anna Polcarová           | Sylva                  |

## Recenze
- František Fuka, FFFilm 3. listopadu 2013
- Mirka Spáčilová, iDNES.cz 5. listopadu 2013
- Alena Prokopová, 7. listopadu 2013